# Liberite
La liberite è un minerale.